# 玉桂寺前站
玉桂寺前站（日语：／ Gyokukeijimae eki */?）是位於滋賀縣甲賀市信樂町勅旨，信樂高原鐵道的信樂線車站。

## 車站構造

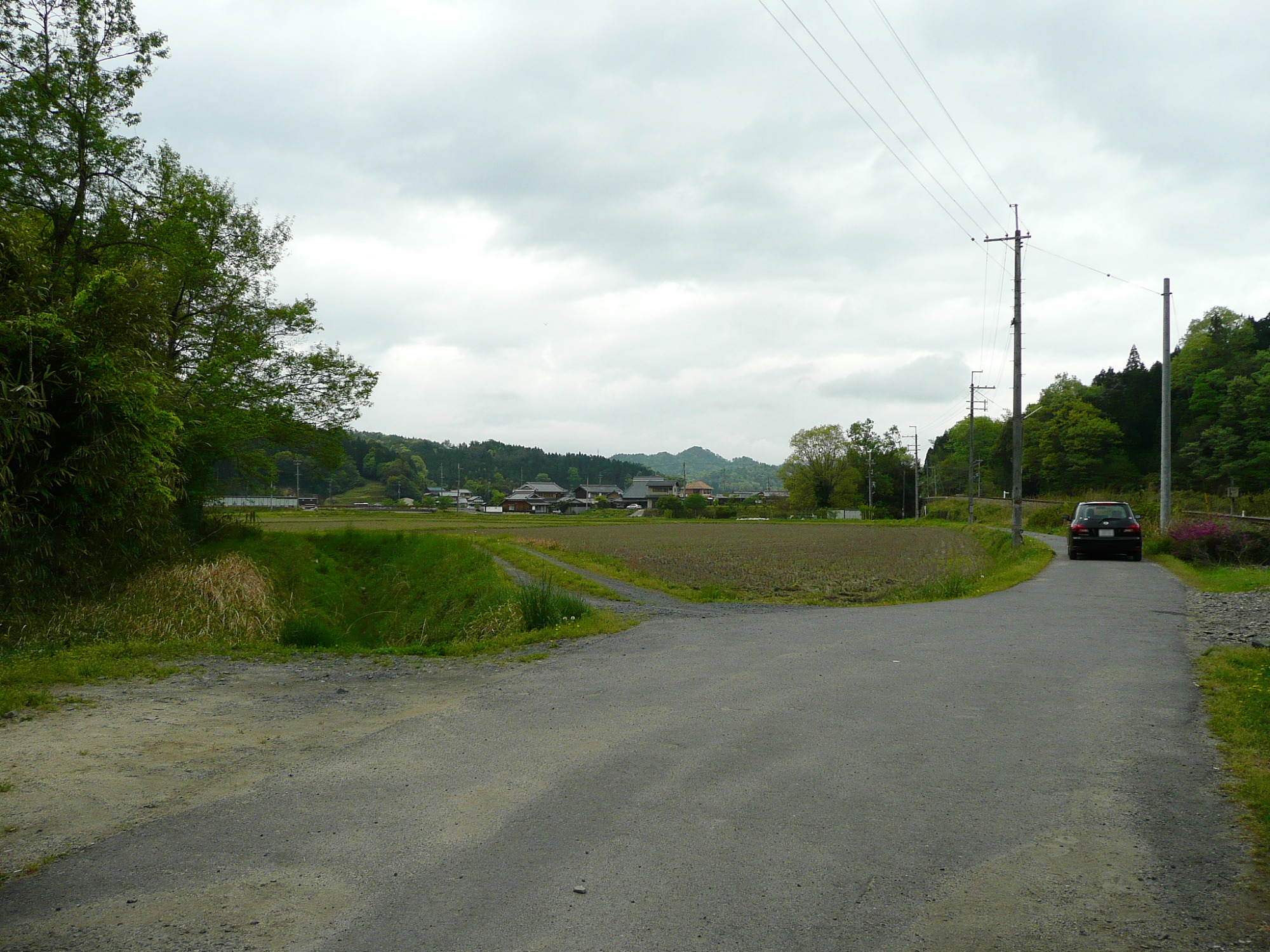
站前風景

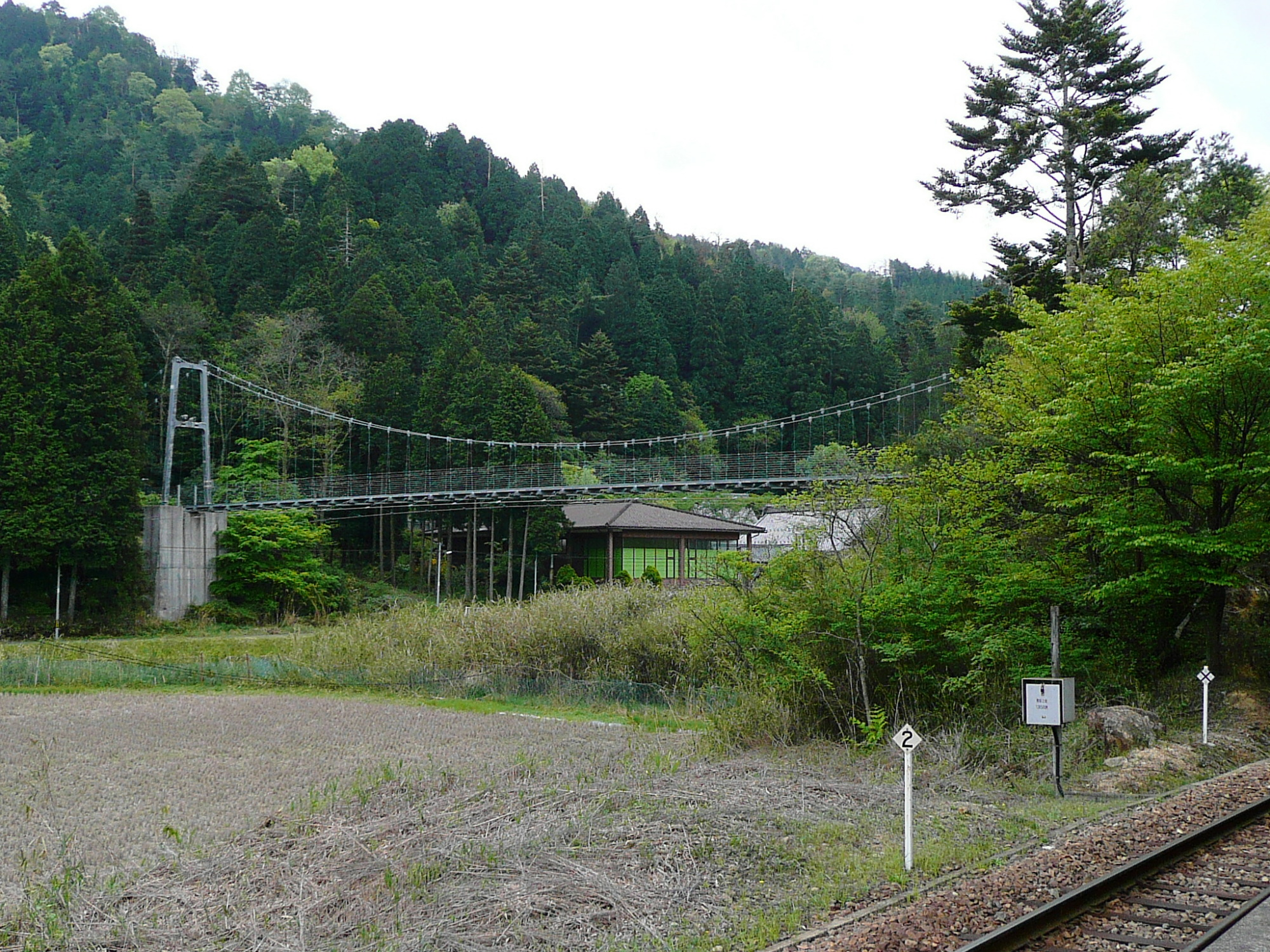
保良之宮橋

採用簡易車站模式運作的車站，不設有站房。

## 月台
設有1面1線的單式月台。

## 歷史
- 1987年7月13日：隨著信樂高原鐵道接管信樂線，此站啟用[1][2]。

## 使用狀況
以下為近年一日平均乘車人次列表：
| 年度               | 一日平均 乘車人次 |
| ------------------ | ----------------- |
| 2011年（平成23年） | 10                |
| 2012年（平成24年） | 10                |
| 2013年（平成25年） | 7                 |
| 2014年（平成26年） | 7                 |
| 2015年（平成27年） | 7                 |
| 2016年（平成28年） | 1                 |
| 2017年（平成29年） | 7                 |

## 車站周邊
- 玉桂寺（日语：玉桂寺）
- 保良之宮橋
- 保良之邊之小徑
- 甲賀市立信樂圖書館（日语：甲賀市図書館#甲賀市信楽図書館）
- 信樂體育館
- 信樂消防署
- 滋賀縣立陶藝之森（日语：滋賀県立陶芸の森）
- 國道307號（日语：国道307号）

## 相鄰車站
信樂高原鐵道
■信樂線
勅旨－玉桂寺前－信樂

## 外部連結
- 信樂高原鐵道全線車站資訊 （页面存档备份，存于）（日語）